# ギヨーム・ペルティエ

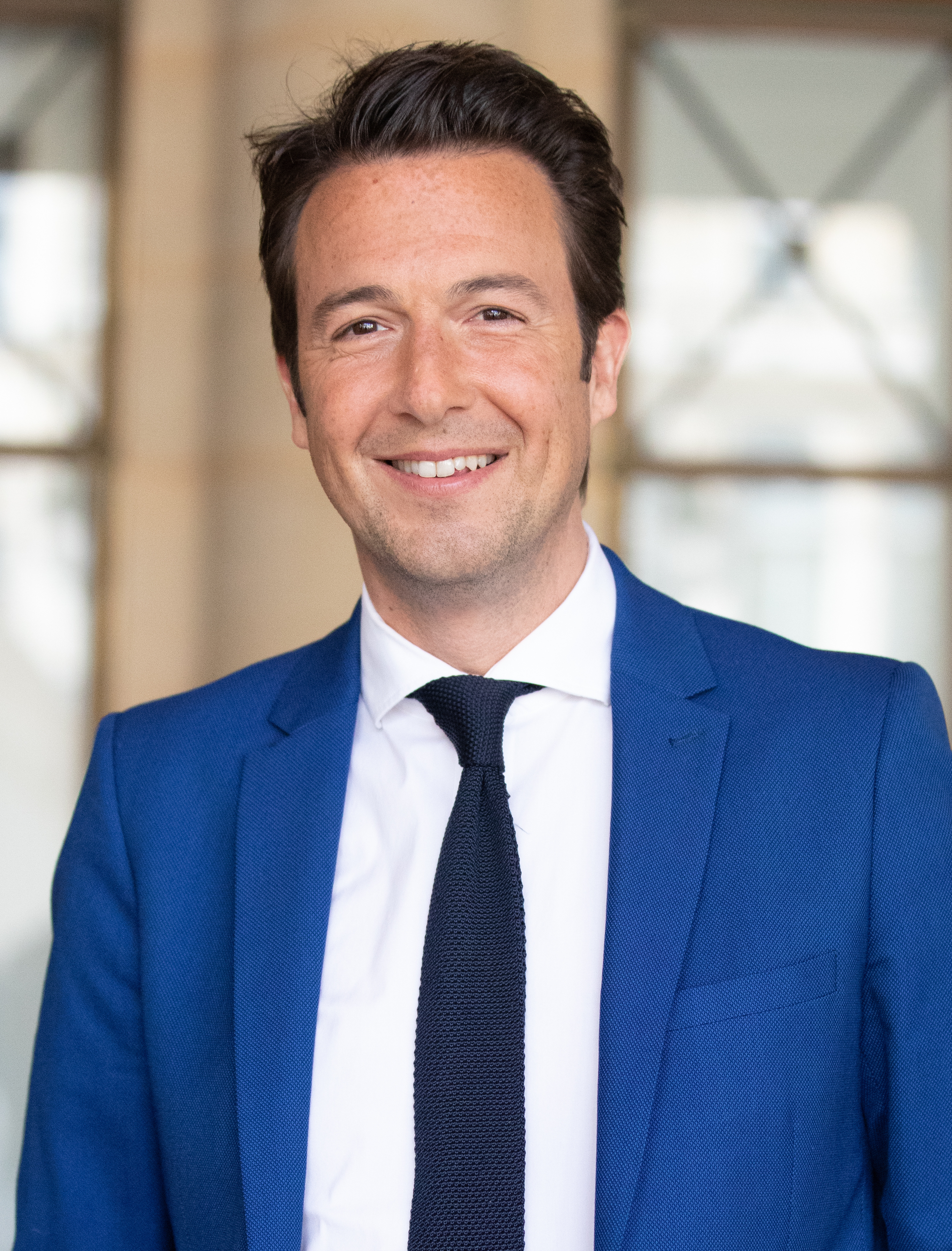
2022

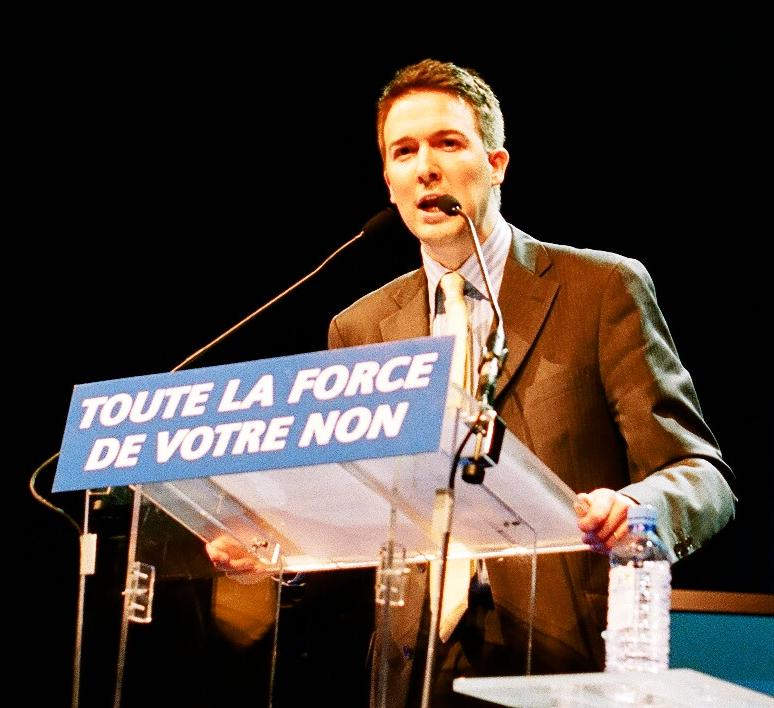
パリ市内の集会で演説するギヨーム・ペルティエ書記長、 2005年5月22日

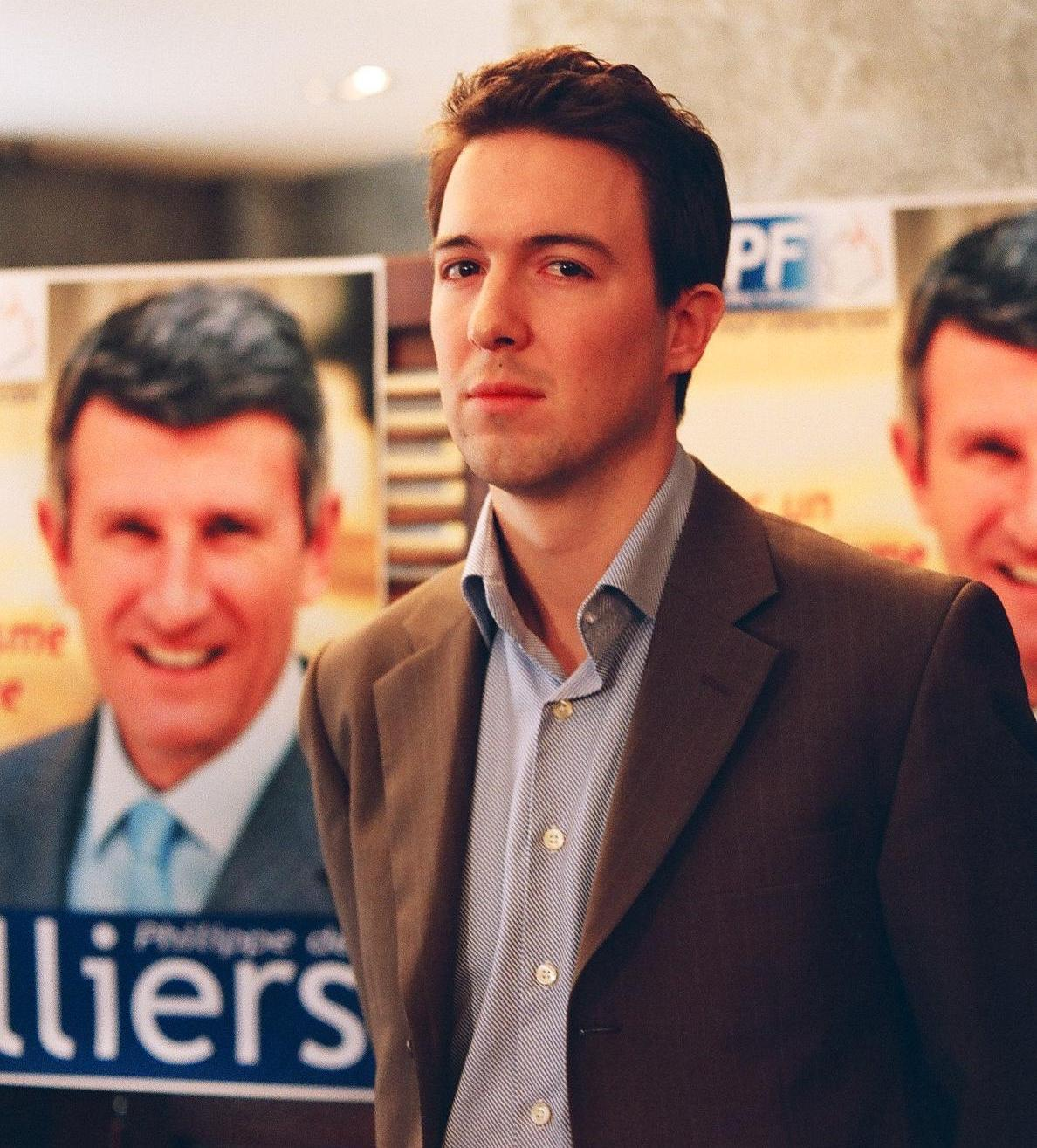
ギヨーム・ペルティエ書記長、2006年1月

ギヨーム・ペルティエ（Guillaume Peltier, 1976年8月27日 - ）は、フランスの政治家。再征服所属のロワール＝エ＝シェール県議会議員、再征服副党首。2017年から2022年まで国民議会議員を務めた。

## 経歴
- ソルボンヌ大学卒業。
- 1995年に国民戦線に入党した。
- 1998年に若者国民戦線の代表補佐官に就く。
- 1999年にブルーノ・メグレらと共に国民戦線を離党する。
- 2015年に共和党に入党した。
- 2019年から2021年まで、党のスポークスマンを務めた。
- 2021年12月に共和党を離党し、再征服に入党した。
- 2022年1月10日、副党首に任命された。

## フランス運動に入党
- 2001年にフランス運動に入党する。同党所属の欧州議会議員の補佐官を務める。
- 2003年に同党ナンバー2の書記長に任命される。
- 2004年欧州議会選挙（6月13日投票）と欧州憲法条約に反対するキャンペーンの責任者となる。
- 2005年5月22日にパリ市内で欧州憲法条約に反対する政治集会を開く。他陣営を圧倒する5000人が参加し、集会は大盛況に終わる。

## 2007年フランス大統領選挙
- 2005年10月、2007年フランス大統領選挙に出馬するフィリップ・ド・ヴィリエ党首の選対本部長に任命される。
- 「ド・ヴィリエこそ真の右翼だ」というキャッチコピーで選挙戦を闘う。
- ド・ヴィリエ候補は81万8407票（2.23%）を得票し6位に終わった。

## 2008年統一地方選挙
- 2008年3月に行われたアンドル＝エ＝ロワール県の県庁所在地トゥールの市議会議員選挙に国民運動連合とフランス運動の選挙協力を受けて出馬したが落選した。

2014.
彼は2014年にneungsous-beuvronの市長に選出され、solognedesétangsのコミューン共同体のコミュニティの会長に選出されました。
2017.
彼は2017年に国会議員に選出されました。